# Квинт Лукреций Офела
Квинт Лукреций Офела (на латински: Quintus Lucretius Ofella; † 81 пр.н.е., Рим) е военачалник на Римската република през 1 век пр.н.е.
Офела е конник и през Гражданската война първо привърженик на Марианите и по-късно на Луций Корнелий Сула по време на втория му марш към Рим.
След като превзема от Гай Марий Младши завладения град Пренест той кандидатства за консул. Сула му забранява кандидатурата, поради издадения от него закон, който определя, че кандидатът трябва да е служил като претор и преди това като квестор. Офела обаче отива на Римски форум, за да участва в изборите. Сула изпраща един центурион, който го убива. Сула седял на един подиум и наблюдавал убийството.